# Проституція в Україні
Проститу́ція в Украї́ні є адміністративним правопорушенням, проте вельми поширена та значною мірою ігнорується урядом. Секс-туризм привертає в Україну значну кількість іноземних туристів.
Згідно зі всеукраїнським опитуванням повій Київським міжнародним інститутом соціології, станом на 2009 рік: 56% опитаних жінок не працюють і не навчаються. 31% мають роботу (із них 12% працюють на постійній основі, а 19% мають випадкові заробітки). 8% опитаних — студентки вузів, 3% — технікумів, 2% — учениці ПТУ, 0,3% — учениці школи. Дослідження, проведені українським Державним інститутом проблем сім'ї та молоді показує, що для багатьох жінок секс-бізнес став єдиним адекватним джерелом доходу: 50% з них підтримують своїх дітей та батьків.
Повій з України та інших країн Східної та Центральної Європи іменують прізвиськом «Наташа», а також в Туреччині та Ізраїлі.
За даними Міністерства внутрішніх справ України, серед тих, хто вирушає за кордон для заняття проституцією з України, найбільше українських повій працюють в Росії, Туреччині та Польщі. У борделях країн Євросоюзу, за даними фахівців ООН, сексуальні послуги клієнтам надають понад 500 тисяч українок.
Також у своїй книзі "Notre Dame d'Ukraine: Українка в конфлікті міфологій" Українська письменниця XXI століття Забужко Оксана Стефанівна описала статистичні дані про кількість та поширеність проституції в Україні зсилаючись на дані з найбільшого Українського сайту із жрицями кохання ukrhot.com, висвітлила громадськості, що поширеність проституції у містах України говорить про те, що дана професія служить джерелом доходу для більш ніж 9 тисяч жінок та основними містами з найбільш високою концентрацією дівчат, які надають секс за гроші, служать такі великі українські міста як: Київ, Харків, Львів, Одеса та Дніпро. У цих п'яти найбільших міст України із загальної кількості 9 тисяч секс-працівниць — зосереджено понад 7 тисяч жінок, які надають свої секс-послуги чоловічій половині населення.

## Законодавство
Основним сучасним міжнародним документом з протидії торгівлі людьми є Конвенція Ради Європи про заходи щодо протидії торгівлі людьми, яка була підготовлена для підписання у Варшаві 16 травня 2005 року і вступила в дію 01 лютого 2008 року. Україна ратифікувала Конвенцію 21.09.2010 р. Конвенція набрала чинності для України 01.03.2011 р.
Серед основних нормативних документів національного законодавства у сфері протидії торгівлі людьми можна виділити наступні:
– Закон України “Про протидію торгівлі людьми” № 3739, прийнятий Верховною Радою України 20 вересня 2011 року. Цей Закон визначає організаційно-правові засади протидії торгівлі людьми, гарантуючи гендерну рівність, основні напрями державної політики та засади міжнародного співробітництва у цій сфері, повноваження органів виконавчої влади, порядок встановлення статусу осіб, які постраждали від торгівлі людьми, та порядок надання допомоги таким особам.
– Постанова КМУ Про затвердження Порядку встановлення статусу особи, яка постраждала від торгівлі людьми.від № 417  23.05.2012р
– Постанова КМУ Про затвердження Порядку виплати одноразової матеріальної допомоги особам, які постраждали від торгівлі людьми.від № 417 від 23.05.2012
– Постанова КМУ Про затвердження Порядку взаємодії суб’єктів, які здійснюють заходи у сфері протидії торгівлі людьми.від № 783 від 22.08.2012р
Крім того, у квітні 2001 року Верховна Рада України приймає нову редакцію Кримінального кодексу України, який набув чинності з 01 вересня 2001 року, до складу якого увійшла стаття 149 “Торгівля людьми”.
Прийняті закони протидії організованій проституції і покарання за людську торгівлю мають незначний ефект, тому що багато засуджених торговців людьми часто не до кінця відбувають термін покарання.
18 вересня 2015 народний депутат України Андрій Немировський зареєстрував законопроєкт щодо регулювання проституції та діяльності секс-закладів
, проте він був відкликаний 12 жовтня того ж року.

## Робота правоохоронних органів
Резонансні справи щодо проституції в Україні:
- У Києві поліцейський під час слідчого експерименту тричі займався сексом з повіями, щоб викрити бордель. Опубліковано 30 жовтня, 2024
- Нацполіція викрила масштабну спільноту сутенерів на Львівщині. Опубліковано 14 червня, 2024
- Правоохоронці викрили бордель у будинку, де мешкає Кличко. Опубліковано 21 січня, 2025
- "Кришування" проституції: СБУ викрила керівництво Департаменту міграційної поліції на масштабних схемах. Опубліковано 1 лютого, 2023
- Секс-послуги під прикриттям стриптиз-барів: в Одесі затримали людей, які втягували жінок у проституцію. Опубліковано 12 квітня, 2023
- Поліція затримала в центрі Одеси 10 жінок, які займаються проституцією. Опубліковано 1 жовтня, 2018
- Сутенерок із підлеглими накрили на "робочому" місці. Опубліковано 14 травня, 2021

## Проституція у Києві
Станом на березень 2007 кількість повій у столиці, які перебували на обліку в міліції, зросла до 4 тисяч. При цьому 95 % з них — приїжджі з інших областей.
За останніх два роки індустрія проституції в столиці зробила грандіозний стрибок у своєму розвитку. Одним з основних чинників росту став приплив іноземців — Україна, скасувавши візи для європейців, стала одним із найпривабливіших на континенті місць секс-туризму.
Наплив секс-туристів до Києва істотно вплинув на якість наданих послуг. У ремонт і облаштованість квартир під борделі вкладаються десятки тисяч доларів, дівчата намагаються вивчити хоча б кілька фраз англійською або німецькою. Сотні іноземців щотижня прибувають до Києва для того, щоб насолодитися «доступними і красивими дівчатами», про які повідомляє реклама.
Вражають суми, які обертаються у світі секс-бізнесу. За підрахунками правоохоронців, реально в самому лише Києві щодоби виходять працювати не менше 3 тисяч повій (за іншими даними — 5 тис.). Якщо взяти середню ціну в $80 із клієнта і наявність у середньому трьох клієнтів у дівчат за ніч, виходить, що за звичайний робочий день повії столиці сумарно заробляють більше мільйона доларів, що означає — більше третини мільярда в рік.
При цьому хабарі, які щодня отримують «кришуючими структурами», зокрема й співробітниками міліції, за даними джерела в прокуратурі складають $200 тисяч за добу.
За словами керівника ЦОС ГУ МВС у Києві, в столиці на обліку перебуває більше 3 тис. повій, 90% з них — приїжджі:

| «Важко коментувати, чи «кришують» їх міліціонери. Проституція — це навіть не злочин, а адмінпорушення. Їх регулярно затримують, складають протоколи, які направляються за місцем проживання. Штраф від 17 до 51 грн. Навіщо ж їй платити 100 щодня міліціонеру? Хоча дійсно торік у Києві засудили двох міліціонерів саме за «кришування». Усі, хто знає про факти вимагання, можуть звернутися за телефоном довіри — 272-53-00. Це може зробити і сама повія, адже вона має такі ж права, як і всі інші громадяни».[10] |
У травні 2016 року народний депутат України VIII скликання, член групи "Депутатський контроль" Михайло Гаврилюк заявив, що потрібно легалізувати проституцію."Я вважаю, що так, як за кордоном потрібно зробити. У них ці жінки легкої поведінки в публічних будинках проходять медичний огляд, щоб не було ніяких захворювань. Якщо взяти з правильної точки зору -... Потрібно, щоб це все було легалізовано. Чи не буде поширення венеричних захворювань", - пояснив свою позицію депутат.
Насправді дуже складно оцінити масштаби проституції в Україні. Наприклад, тільки за 2015 рік "Конвіктус Україна" допомогла близько 4,5 тис. жінок, які працюють у секс-індустрії. "Більшість дівчат, з якими ми працюємо, знаходяться в організованому секс-бізнесі. Наша кінцева мета - щоб жінка, яка захоче покинути проституцію, вийшла з мінімальними втратами для здоров'я, для життя і з нормальним психологічним станом", - розповідає Юлія Царевська, менеджер проєкту Конвіктус Україна. - У кожної жінки є свої причини стати секс-працівницею і щоденні ризики, з якими доводиться зустрічатися". Відома повія міста Києва Анна Любченко (більше відома як "Missis Sotnikova"), в інтерв'ю інтернет-виданню "Україна зараз" сказала, що потрапила в цей бізнес спеціально, що, за її словами, дало кар'єру в адміністрації Києва, а потім і в Раді. По мимо цього, жінка сказала, що на її минулу кар'єру ніхто не звертав, а навпаки, користувався "послугами". "Саме проституція дала мені золоті сходи в Раду", - пояснила Анна.